# Krzywy Domek

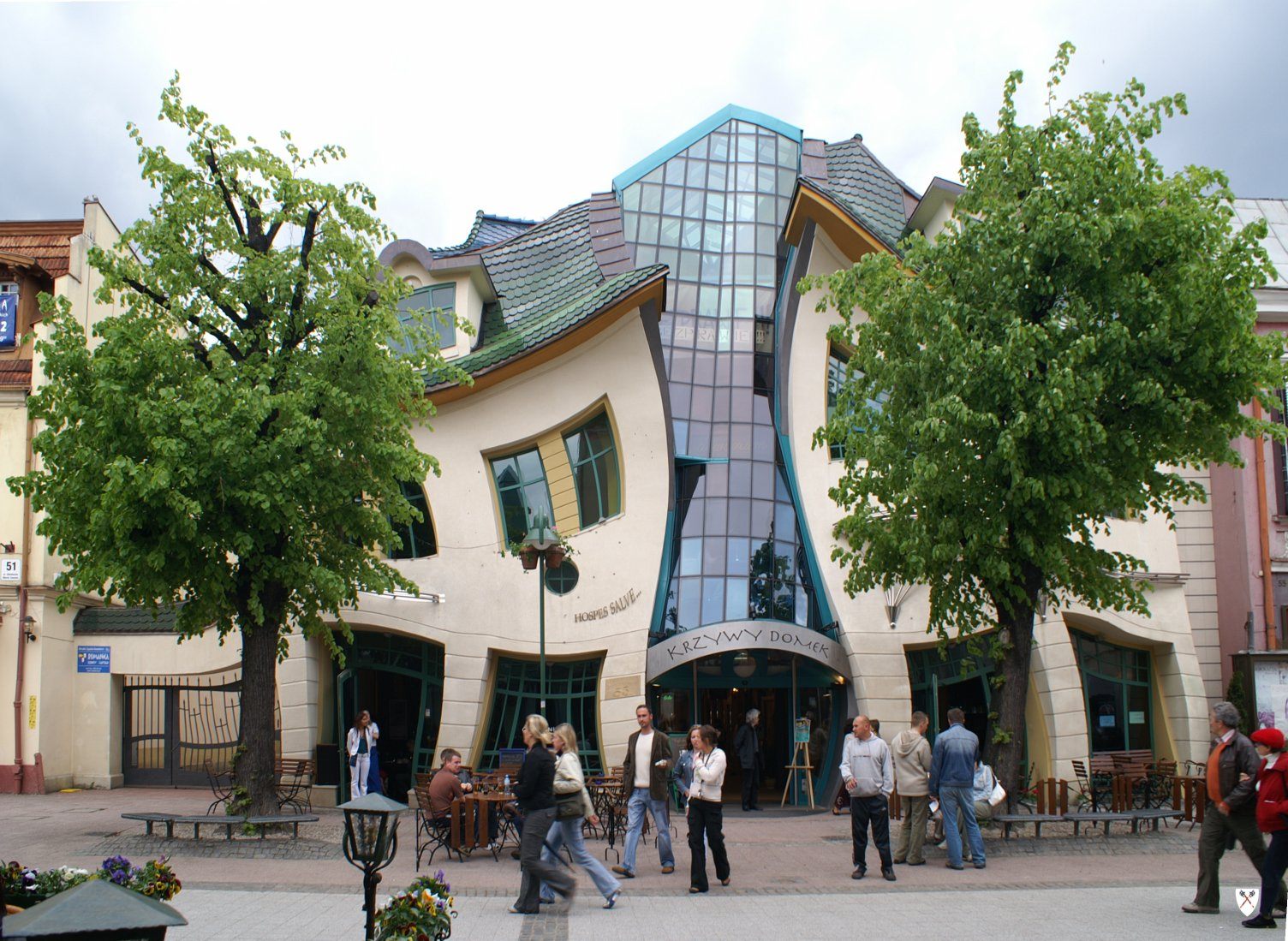
A "Krzywy Domek"

Krzywy Domek é um edifício de forma irregular construído em Sopot, na Polónia. O seu nome significa casa curva ou casa retorcida.
A Krzywy Domek foi construída em 2004. Tem cerca de 4000 m2 de área e faz parte do centro comercial Rezydent.
Foi desenhado pelo atelier de arquitetura Szotyńscy & Zaleski, sob inspiração de desenhos de livros infantis feitos por Jan Marcin Szancer e Per Dahlberg. O acesso é feito pelas ruas Monte Cassino ou Morska, no centro de Sopot.

## Galeria

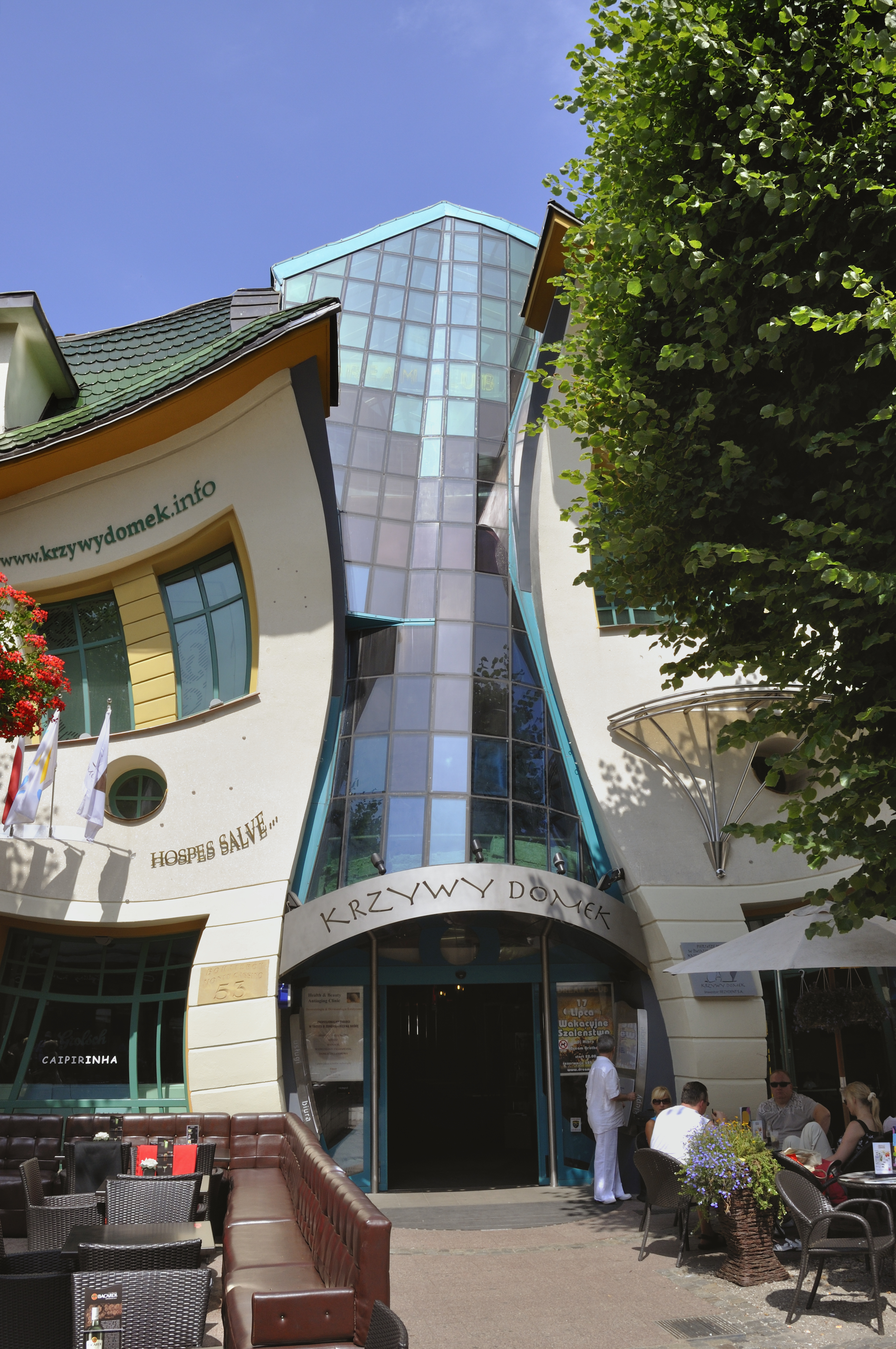
Entrada
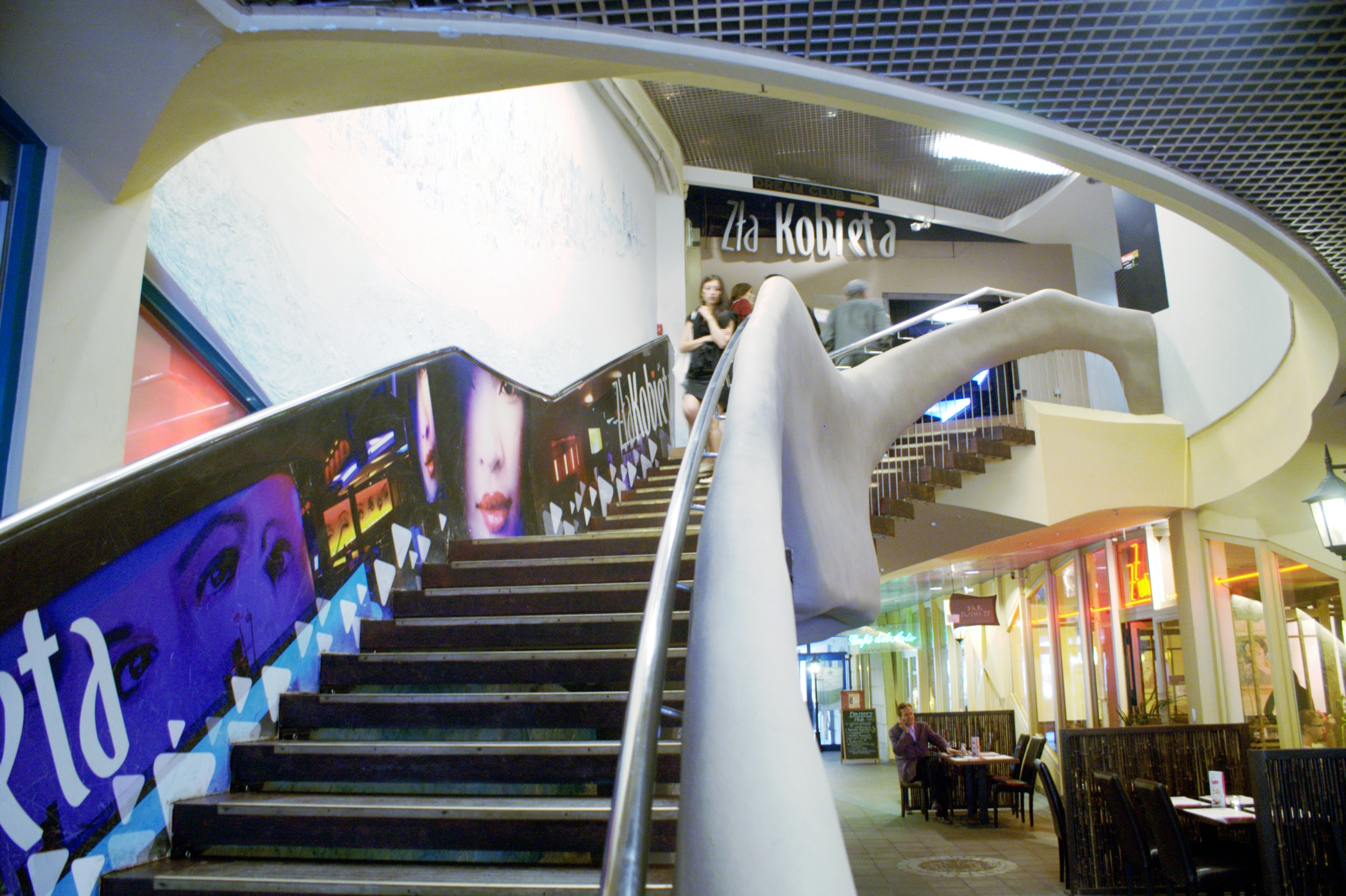
Interior